# Ritratto della badessa Lucrezia Agliardi
Il Ritratto della badessa Lucrezia Agliardi è un dipinto di Giovan Battista Moroni conservato presso il Metropolitan Museum of Art di New York.

## Provenienza
La provenienza del quadro è documentata da diversi atti notarili di compravendita. Il Tassi descrive la presenza nel 1740-1750 del bel ritratto di Lucrezia Vertova Agliardi di mano del Moroni nella chiesa di Sant'Anna ad Albino, e che venne venduto nel 1799 per 300 lire a don Giovanni Battista Noli, passando poi per eredità alla nipote Elena Noli Baglioni e nel 1860 al figlio Ercole Baglioni. Questi lo vendette a Dionigi Zanchi di Bergamo che nel 1893 lo vendette per mezzo di Francesco Monetti segretario dell'Accademia Carrara  per 5000 franchi al collezionista americano Theodore M. Davis che lo cedette come dono al museo della Davis Collection.

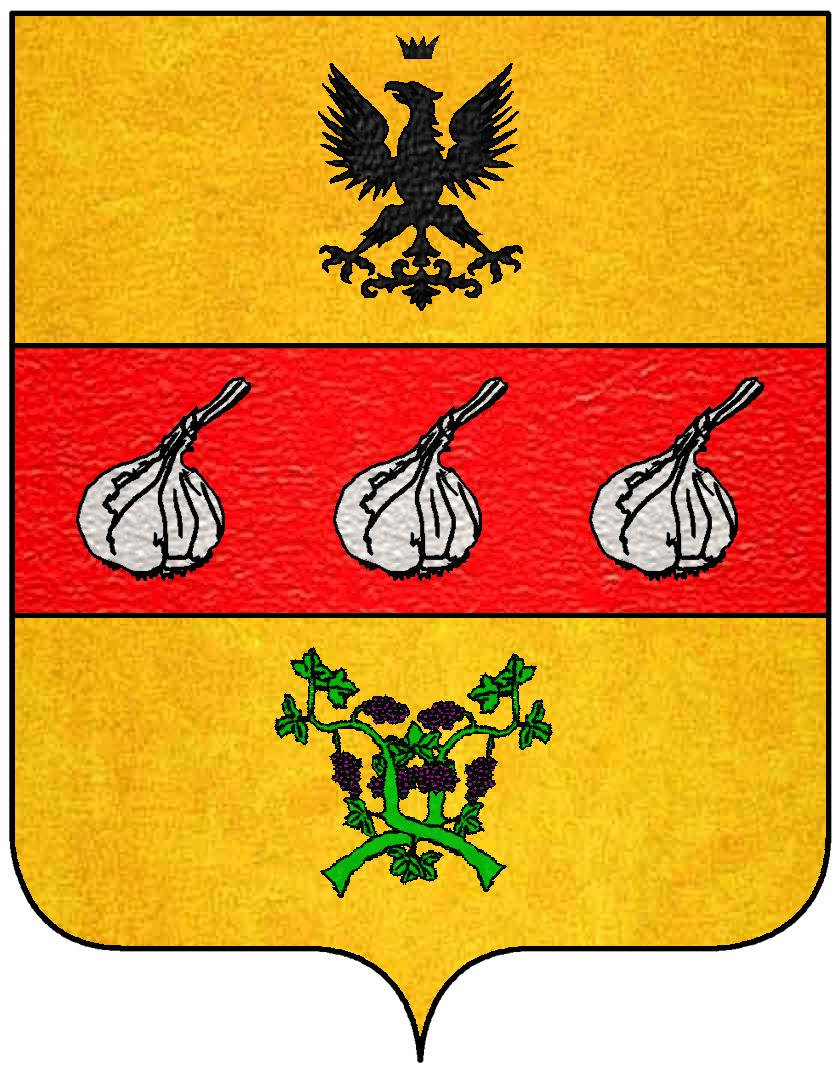
Stemma Agliardi

## Storia di Lucrezia Agliardi
Lucrezia Agliardi in Vertova nacque verso il 1480 da Alessio e di Zaccarina Benaglio, andata in sposa a Francesco Gaetano Vertova nel 1509 dal quale ebbe come unico figlio Ludovico, restò vedova verso il 1516 anno del testamento del marito, e nel contempo perse anche il figlio. Decise quindi di dedicarsi alla fede, e lasciata Bergamo, si fermò ad Albino dove fondò  il monastero di sant'Anna in Albino dell'Ordine delle Sorelle di Santa Maria del Carmine, diventandone badessa, nella casa donatele da Bernardo Spini.  
Morì il 24 marzo 1558 e di lei nel medesimo anno il Moroni fece il ritratto. Il monastero di sant'Anna era confinante con la casa natale dell'artista, probabilmente fu proprio la Lucrezia Agliardi a commissionare il ritratto negli anni in cui il Moretto, lasciata Brescia, visse un periodo di declino, dovendo allontanarsi da Bergamo dopo i fatti accaduti alla famiglia Albani, pur essendo il ritrattista migliore di Bergamo. 
Il quadro originale è esposto al Metropolitan Museum of Art di New York, mentre una copia è conservata a Bergamo dalla famiglia Agliardi.

## Descrizione

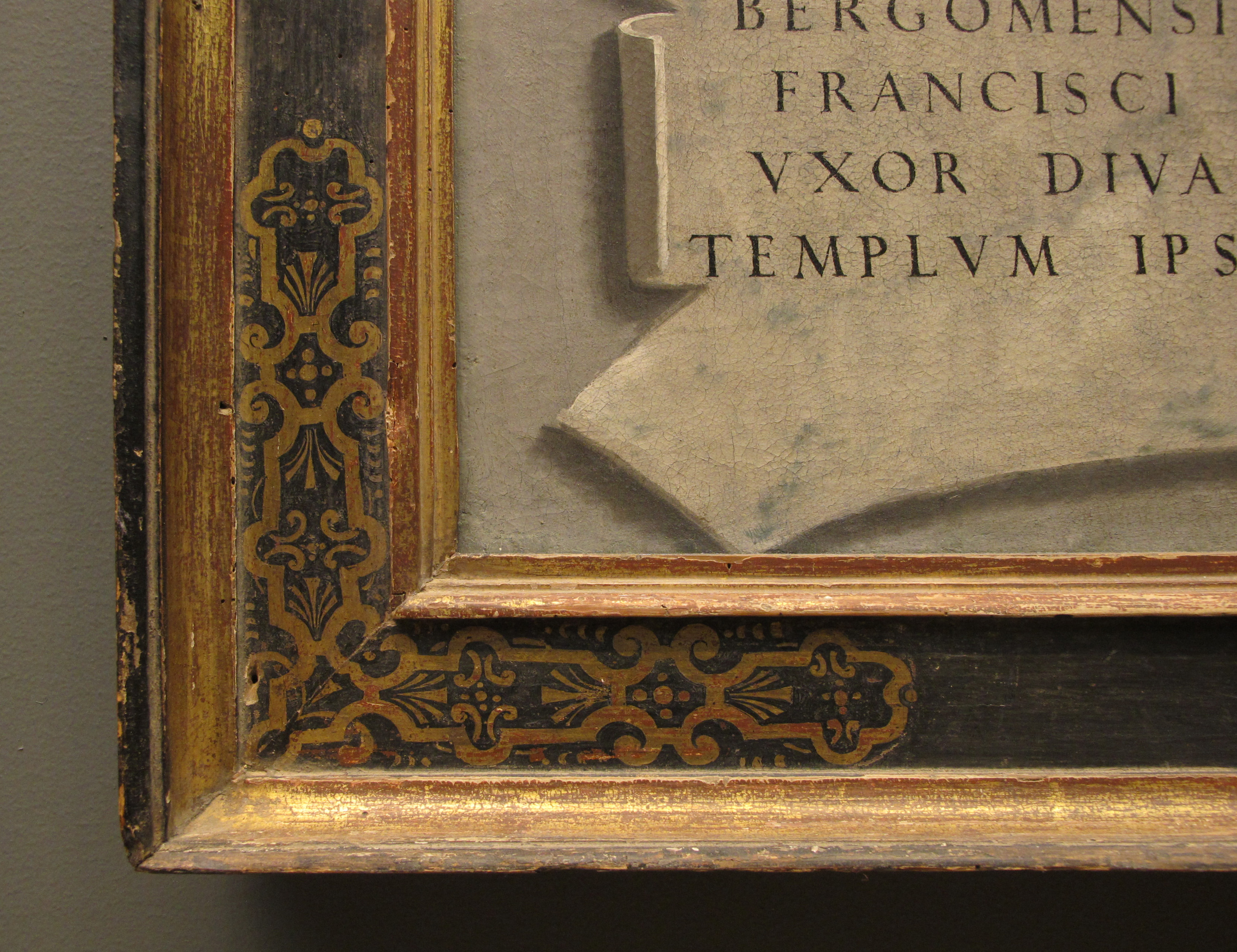
Badessa Lucrezia Agliardi-Cornice del quadro

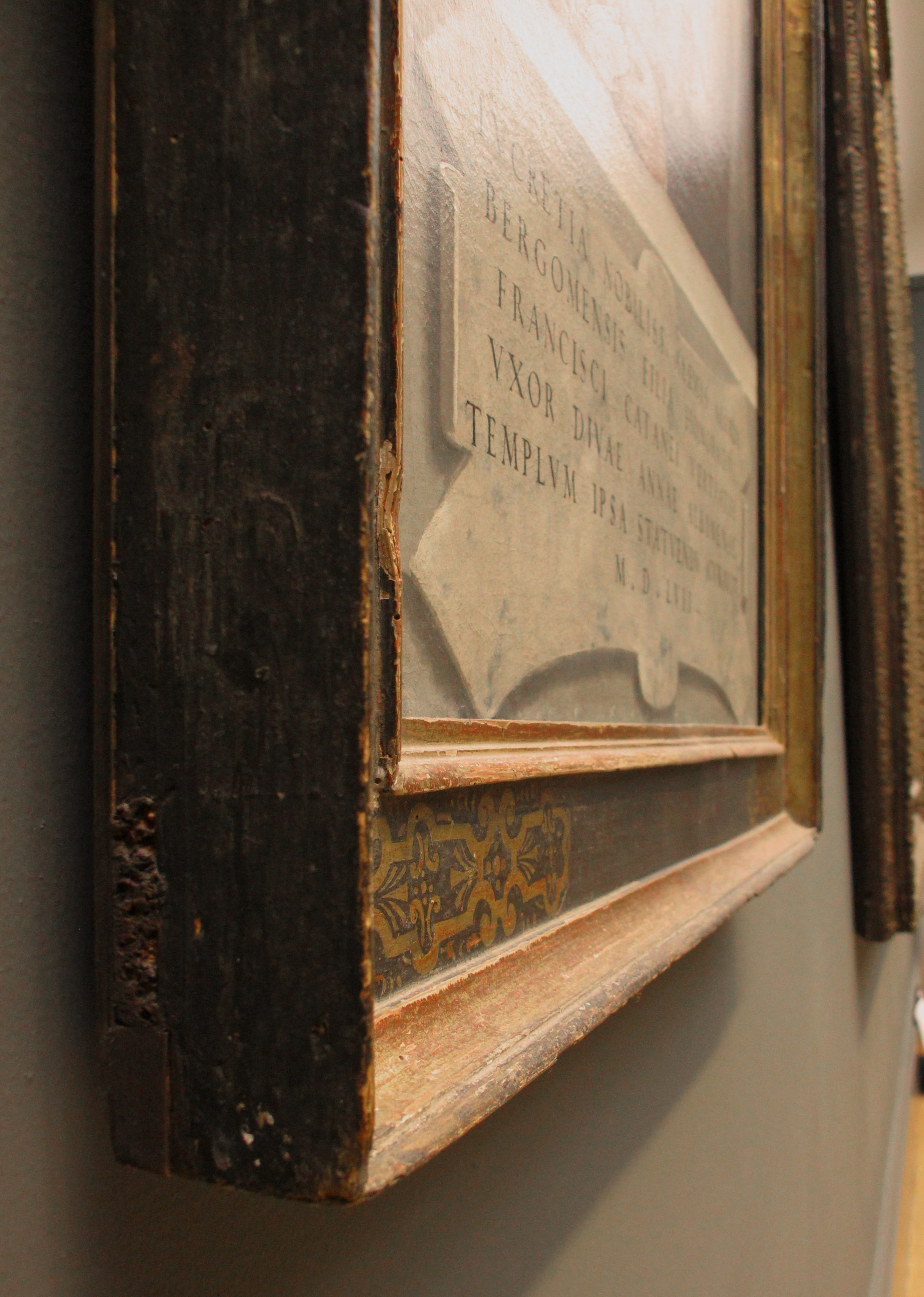
Badessa Lucrezia Agliardi-cornice esterna

Il quadro raffigura Lucrezia Agliardi in età non più giovane, con l'abito nero monacale, uno scapolare bianco le ricopre il petto e le spalle, mentre i capelli sono raccolti in una cuffia e un velo le ricade sulla fronte incorniciandole il volto. Un vistoso  gozzo le ricade sul collo, rende, se possibile, ancora più reale l'immagine. Le mani trattengono un piccolo libro aperto, probabilmente un libro di preghiere, ma lo sguardo della abadessa è lontano, riflessivo, incurante di chi la sta riprendendo, emozionante. Il quadro è un'opera del Moroni, degli anni in cui era tornato ad Albino. Il Moroni conosceva bene la badessa essendo confinanti e la raffigura con  estrema umanità, un ritratto senza riserve mostrando nei colori, dal grigio dello sfondo, al colore del viso che sfuma dal giallo al rosso, ci presenta una donna nella sua completa umanità, il volto che racconta una vita dedita alla preghiera ed al comando. Proprio il desiderio di rispecchiare la realtà rende il quadro per la perfezione dei particolari e l'intensità espressiva fortemente emotivo, da considerarsi una delle migliori opere del giovane Moroni.
La parte inferiore del quadro riporta un'epigrafe con il nome della monaca, il suo stato sociale, e l'anno di realizzazione.